# MÁV V63 sorozat

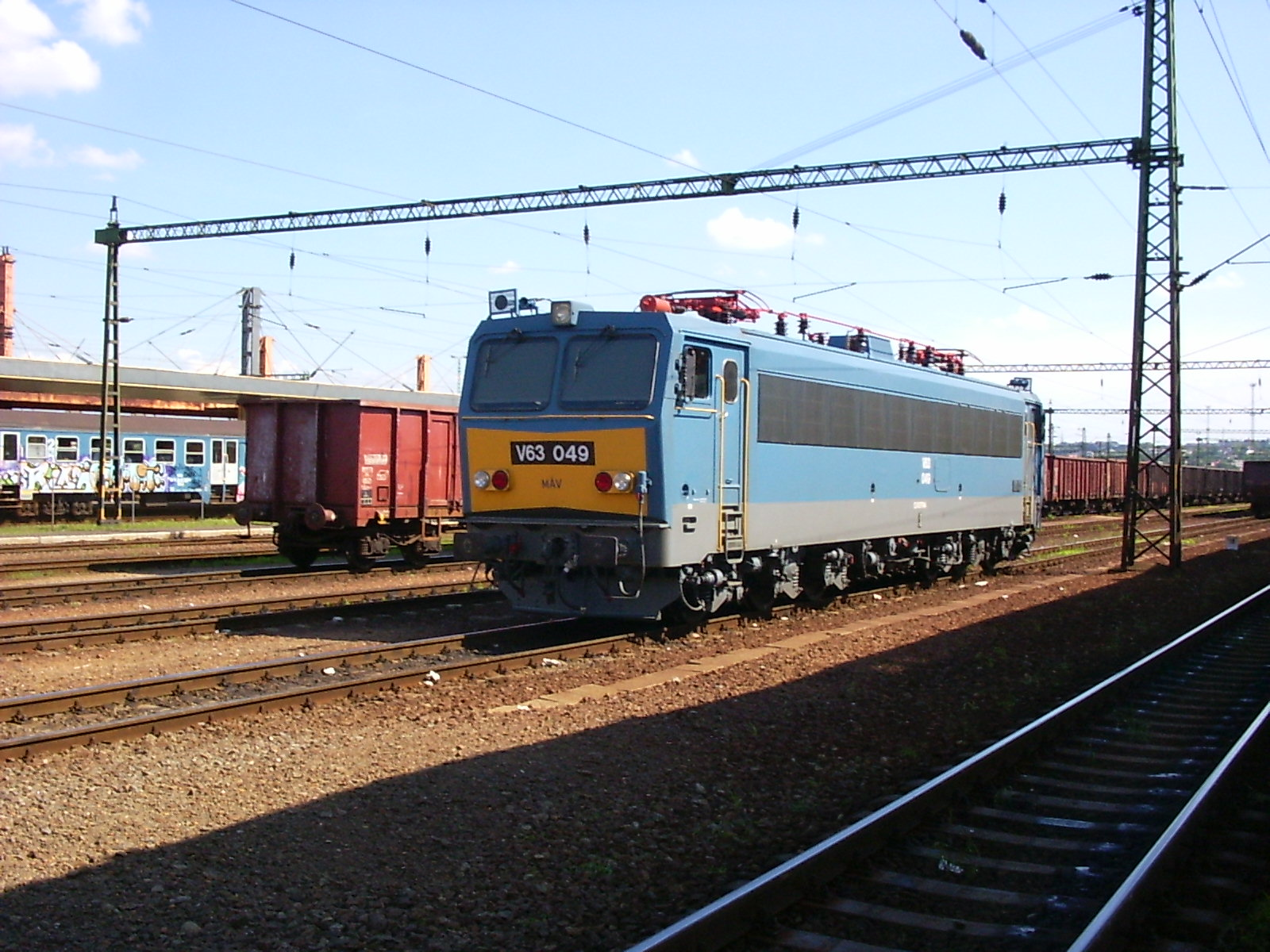
V63 049 Kelenföldön

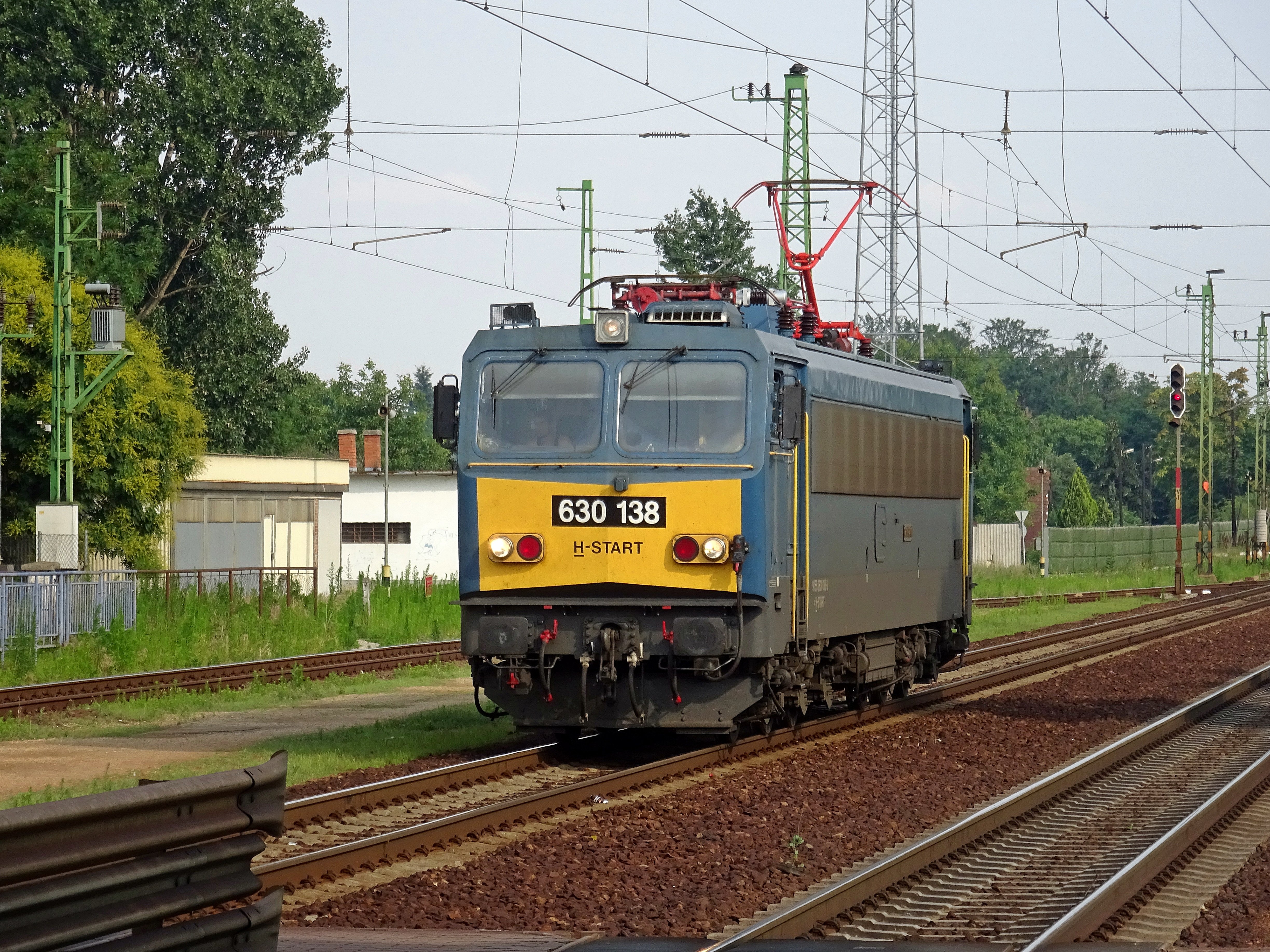
A Kandó Kálmánról elnevezett, 160 km/h legnagyobb sebességre átalakított 630 138 (V63 138) Pilisen.

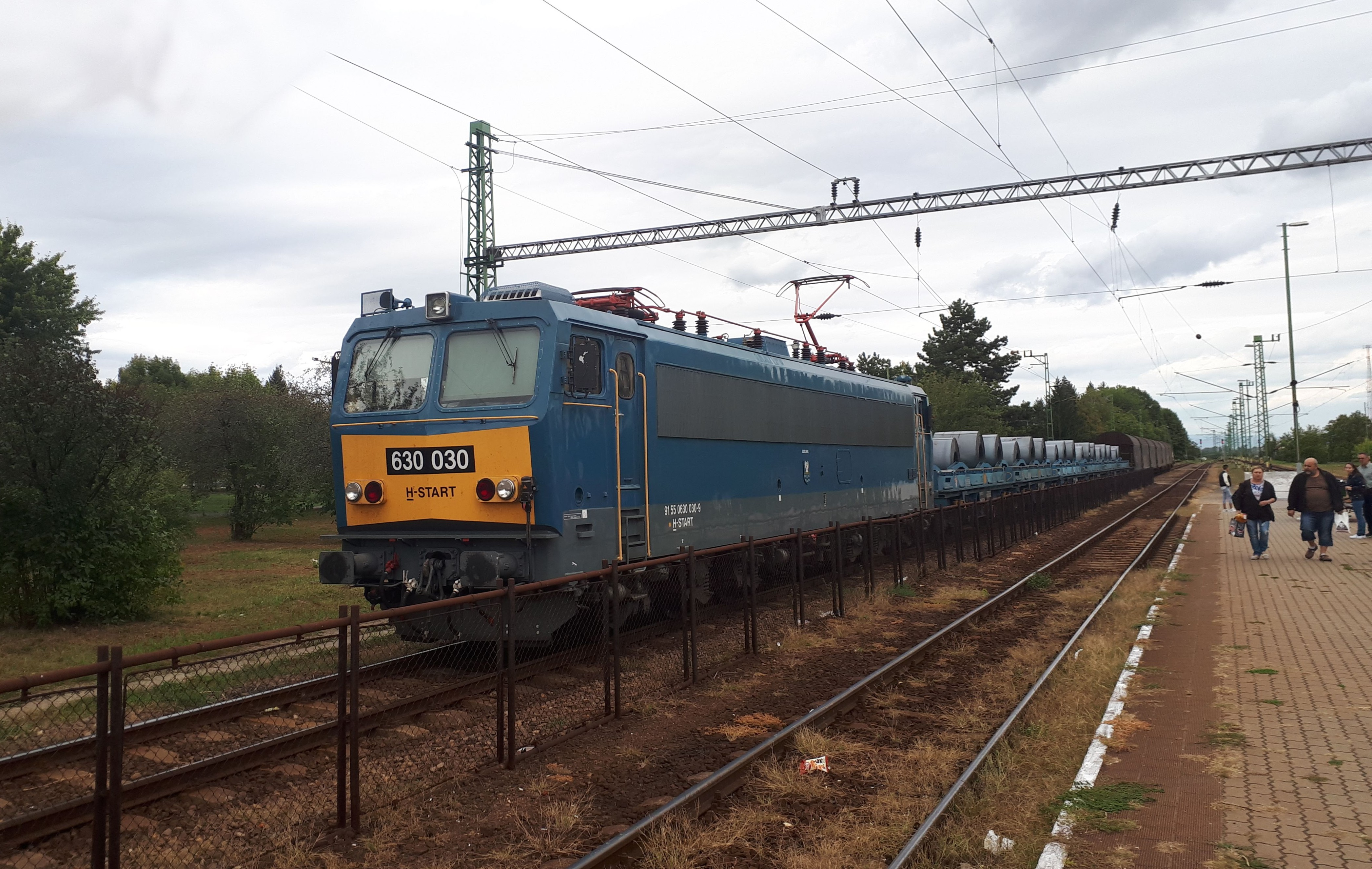
A Szolnokról elnevezett 630 030 Forró-Encs vasútállomáson

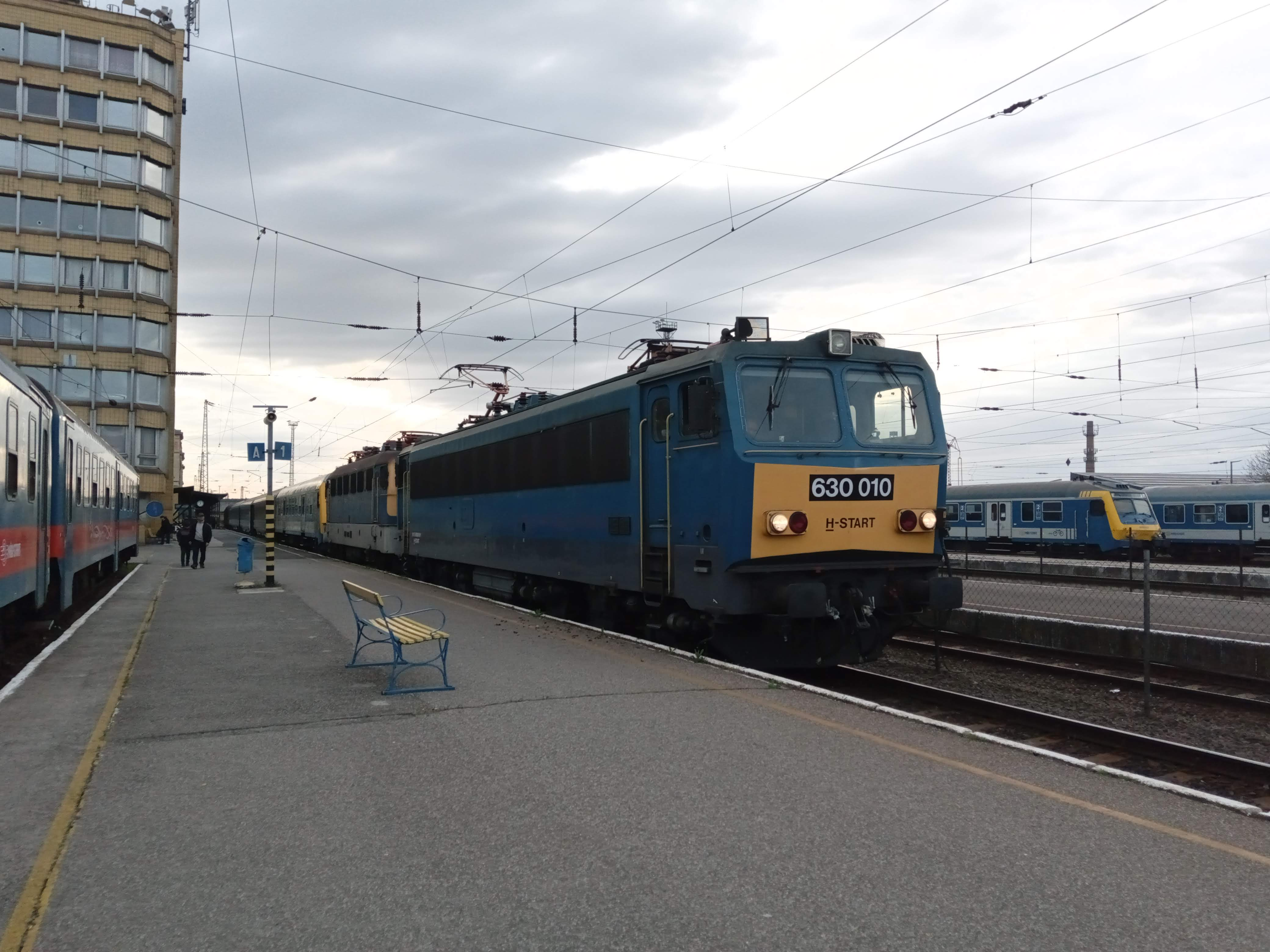
V63-as mozdony vonatával Pécsen

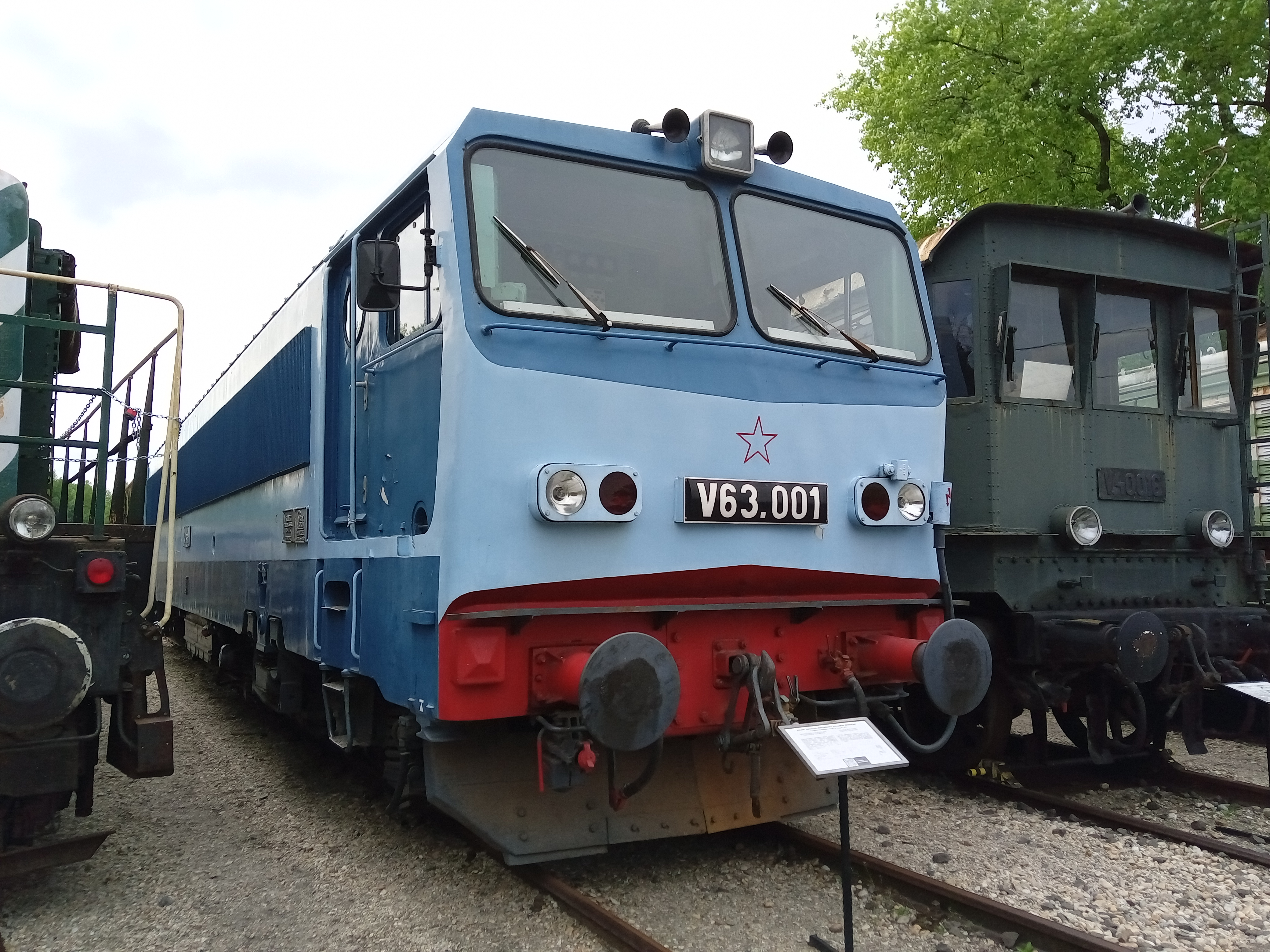
V63 001 kiállítva a Vasúttörténeti parkban

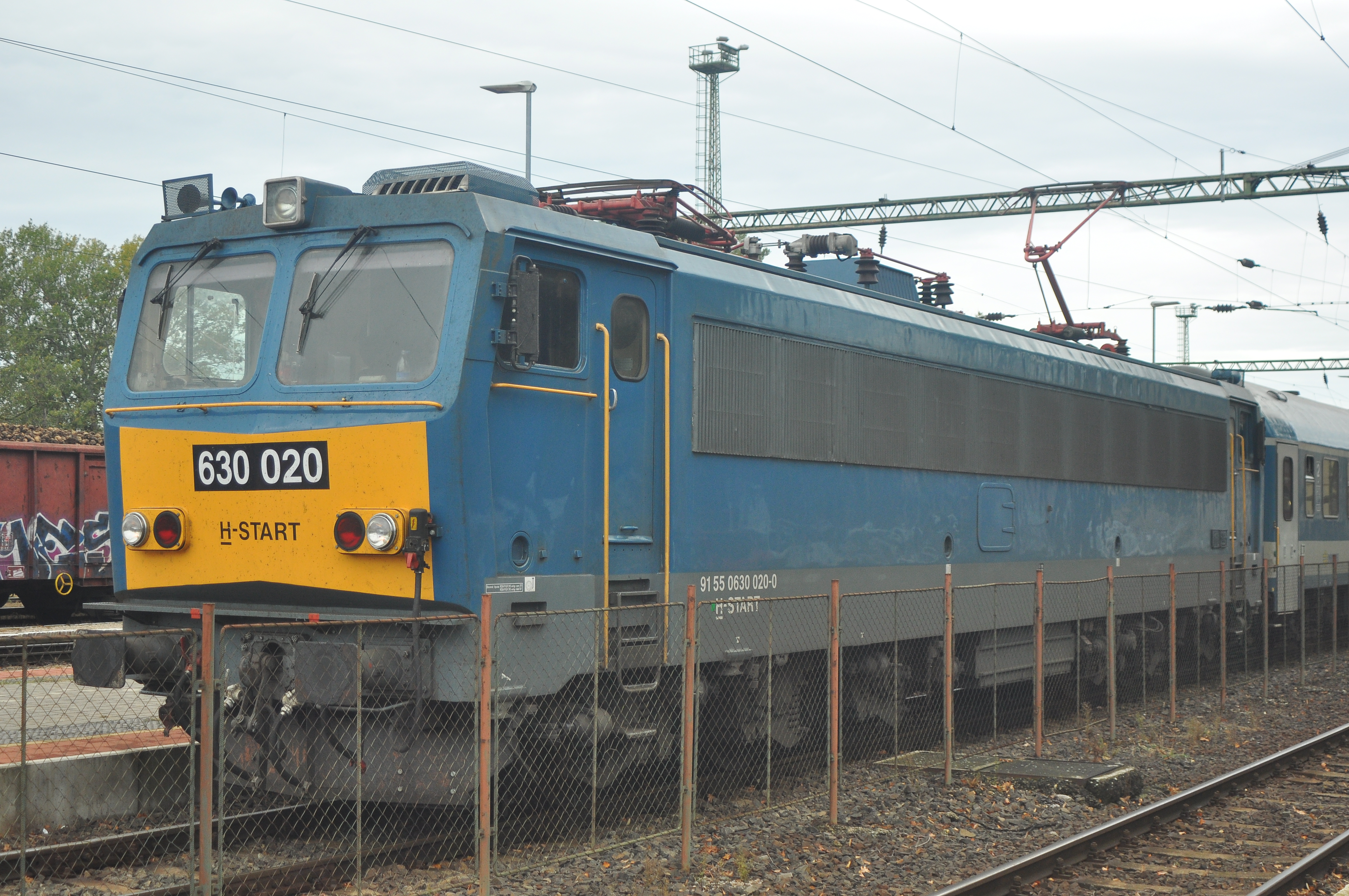
630 020 (V63 020) Kaposváron

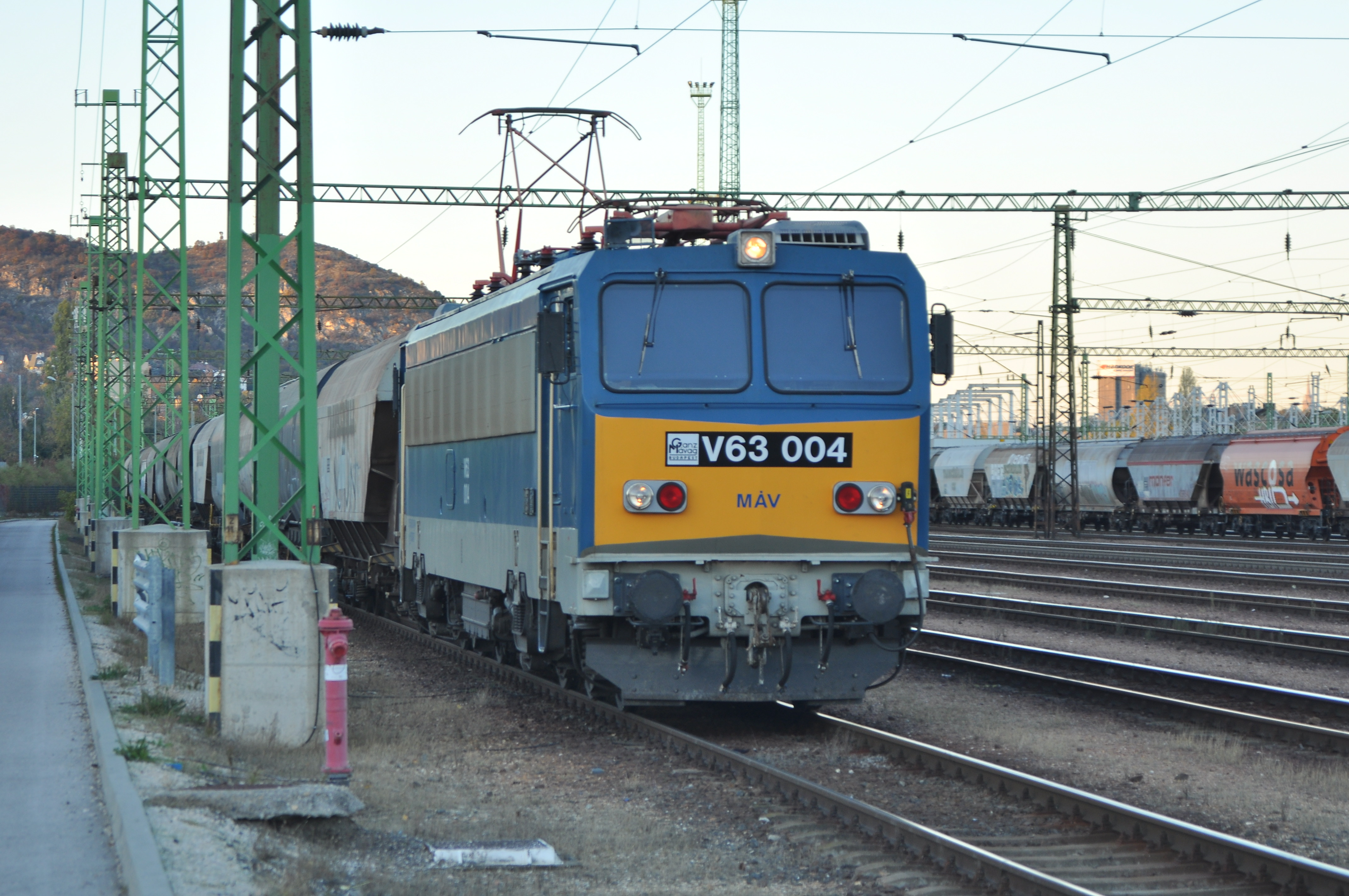
V63 004 “Gigant” egy tehervonattal Kelenföldön

A MÁV V63 sorozat a MÁV részére szállított legnagyobb teljesítményű magyar gyártmányú villamosmozdony-sorozat. Továbbá a MÁV 1047 sorozat megérkezéséig a legerősebb sorozat volt. Beceneve „Gigant”. Új pályaszáma: H-START 630 sorozat. A V63 004-es Gigant retró jelleggel visszafestett UFC-(3-tengelyes univerzális forgóváz)forgóvázzal közlekedik. A V63 007-es fölötti Gigantok már KRUPP forgóvázzal rendelkeznek.

## Története
A nehéz tehervonatok és a hosszabb személyvonatok vontatásához a MÁV 5000 lóerő teljesítményű villamosmozdony-sorozatot rendelt a Ganz–MÁVAG gyártól. A vezető tervező Vizelyi György volt. A felépítmény formája Simon Károly 1971-es vázlatai alapján készült. A már korábban kikísérletezett tirisztoros szabályzással az első mozdonyt, a V63 001 pályaszámút 1975-ben szállította a Ganz, majd egy évvel később a második prototípust, mely a V63 002 pályaszámot kapta. Mindkét mozdony még nyugati elektronikával rendelkezett. A V63 003, V63 004, V63 005, V63 006 és V63 007 pályaszámú nullszériás mozdonyok 1980–1981 között készültek, immár magyar elektronikával és forgóvázzal. 1984-től a Krupp Művektől megvásárolt licenc alapján más, jobb futástulajdonságú forgóvázakkal kezdődött meg a szériamozdonyok építése: 1988-ig 49 darab készült el belőlük, így összesen 56 tagot számlált a Gigant-flotta. 2020-ban 52 létező példány volt még. Érdekessége volt a két prototípusnak, hogy a szériamozdonyokhoz képest 200 mm-rel alacsonyabbak voltak, ezért a tetőn egy kis "sámlit" kellett kialakítani, hogy az AoP 317-es sorozatú áramszedő normál működési magasságban elérje a felsővezetéket (A Magyar Vasúttörténeti Parkban látható mozdony ez a mai napig felülnézetből megfigyelhető).
A már forgalomban nem lévő Gigantok közül a V63 002 V63 001-re számozva  a Magyar Vasúttörténeti Parkban szimulátornak átalakítva, eredeti festéssel állították ki, a V63 001, V63 003 és V63 005 pályaszámú gépeket viszont lángvágóval szétvágva semmisítették meg. A 630 011 pályaszámú gép 2012. január 18-án kigyulladt a ferencvárosi fűtőházban. A mozdonyt Dombóváron kábelezték újra és üzemelték be 2013-ban. Kísérletképpen a géptérvilágítást LED-lámpatestekkel szerelték át. Ugyanebben az évben a 012-es Giganton is géptértűz pusztított. A mozdonyt a 011-eshez hasonlóan Dombóváron újították fel. A két mozdony azóta is működik.

## A Gigantok szállítása
- V63 003–007: 1981
- V63 008–012: 1984
- V63 013–024: 1985
- V63 025–036: 1986
- V63 037–048: 1987
- V63 049–056: 1988

## Állomásítás
2019-ig a V63-as mozdonyokat Budapest-Ferencváros, Dombóvár és Nyíregyháza vontatási telephelyek között osztották szét. A 100-as pályaszámcsoportúak kizárólag a Ferencváros fűtőház mozdonyállományát erősítették. 2019-ben a ferencvárosi Gigantokat Dombóvárra állomásították, mert Ferencváros kapta meg a MÁV Taurus és Traxx mozdonyait és a Gigantokra nem maradt karbantartási kapacitás.

## Átalakítás 160 km/h sebességhez
1992-ben kezdődött meg a végül 10 darabos V63 100 sorozat átépítése. Ezek a mozdonyok megváltoztatott fogaskerék-áttételt, módosított vonatbefolyásoló berendezést, elektronikus sebességmérő- és adatrögzítő berendezést kaptak (TELOC 2200). Engedélyezett maximális sebességük 160 km/h lett. A 10 db mozdony pályaszáma:  V63 138, V63 143, V63 144, V63 150, V63 151, V63 152, V63 153, V63 154, V63 155, V63 156. A kísérletek a V63 006 pályaszámú nullszériás géppel kezdődtek. Pályaszáma 1992-től V63 106 lett. A gépet a kísérletek befejezésével, majd hosszas félreállítás után felújították és visszaszámozták. Az elektronikája és a más áttételű kerékpárjai azonban megmaradtak a mai napig. Nem hivatalos források szerint az 1990-es évek elején selejtezett V63 002 mozdony 160 km/h-ra áttételezett tengelyeit kapta, ami logikusnak hat, hiszen egyszerűbb volt, mint új tengelyeket legyártatni.

## Az ETCS felszerelése
2006-ban a V63 048, V63 138, V63 151 mozdonyokon üzembe helyezték az ETCS nemzetközi vonatbefolyásoló berendezéseket, a három mozdonnyal folyt az ETCS-tesztüzem a  Budapest–Hegyeshalom vonalon. 2008 decemberében a Szlovák Vasút, a ŽSR a V63 138 mozdonnyal tesztelte a Pozsony–Nagyszombat vonalszakasz frissen telepített ETCS-elemeit. Később még több V63 típusú mozdonyba telepítették az ETCS L1 fedélzeti berendezést. Az érintett pályaszámok: 040–042, 046, 047, 049,  143, 144, 150, 152–156.

## A százas Gigantok visszaalakítása

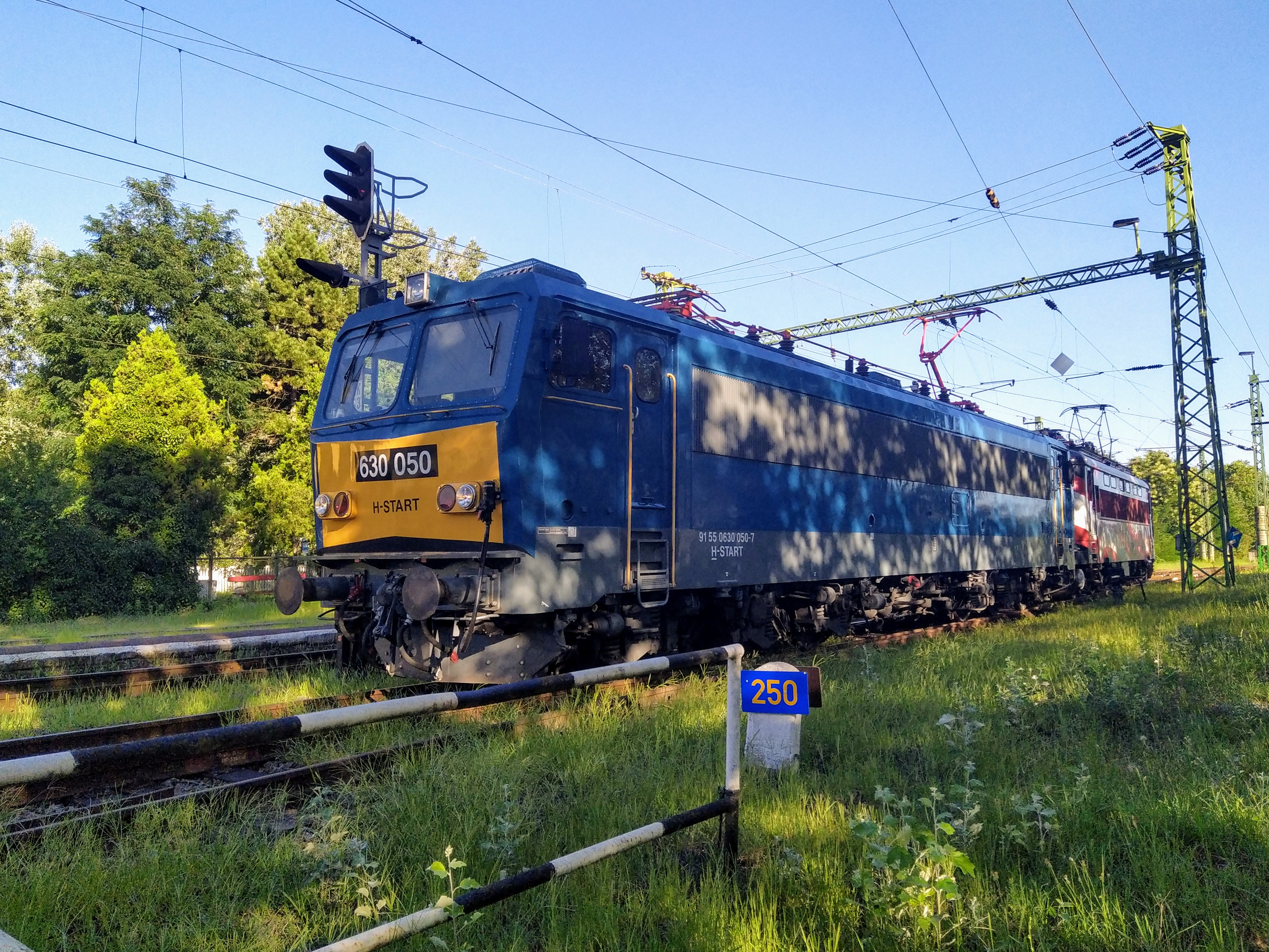
A második visszaalakított százas Gigant, a 630 050 Kiskunmajsán egy TranslogSlovakia Pleháccsal

A 100-as Gigantok nagy hibája, hogy nemzetközi forgalomban nem vehetnek részt, így az 1-es vonalon az ÖBB Sissi és Taurus becenevű mozdonyai vontatták a nemzetközi vonatokat a MÁV Taurus és Traxx mozdonyainak megérkezéséig. Az ETCS-sel is rengeteg probléma akadt időközben, így a 100-as Gigantok visszaalakítása mellett döntöttek. A mozdonyokból az ETCS-t kiszerelték, emiatt nem tudnak már 160 km/h óra sebességgel haladni. Ennek okán a pályaszámuk visszaesett a nullás pályaszámcsoportba. Az áttételhez nem nyúlnak. A mozdonyokat ilyenkor szükség szerint lakatolják és fényezik is. (Egyúttal Dombóváron és Szolnokon V5-ös jelű főműhelyi nagyjavításon esnek át.) Az első ilyen mozdony a 630 053 pályaszámú mozdony lett, ezt követte a 630 050-es, majd a 630 054-es gép. A program 2022. február 14-én ért véget.

## Érdekességek
- A MÁV V63 049-es pályaszámú mozdony eljutott egészen Hollandiáig is, mikor 2001-ben a Holland Államvasutak tesztelte a 25 kV-tal villamosított Rotterdam–Zevenaar-vasútvonalat. Azért esett a választás erre a magyar mozdonysorozatra, mert a ma már korszerűtlennek számító egyenáramú hajtásrendszere miatt meglehetősen rossz fázistényezővel rendelkezik.[6] (A próbák, mérések idején a BVhmot 200-as[7] motorkocsival is végeztek méréseket, annak jó fázistényezője miatt. A járművek kiválasztását ezeken felül az alacsonyabb díj is indokolta.)
- A nullszériás mozdonyok UFC forgóvázainak futásminősége meglehetősen rossz volt, ezért a mechanikus elemekből álló lengéscsillapítókat kicserélték tisztán hidraulikus kivitelűekre. A 004-es Gigant forgóvázait 2014-ben, a 006-osét 2013-ban, a 007-es mozdonyét pedig már korábban átépítették.
- A magyar gyártású mozdonyok sebességrekordját a V63 106-os mozdony tartja 197 km/h sebességgel, amit próbafutások alkalmával értek el vele, még az 1990-es években.
- A 630 027-es pályaszámú mozdonyt körülbelül másfél évig a teljes mozdonyszekrényt lefedő (kivéve a tető) RCH-s matricával látták el.[8]
- A 630 013-as pályaszámú gép 2020-ban matricát kapott az oldalaira azért, mert Dombóvár 50 éve város. A mozdonyról a címereket leszerelték.[9]
- A 630 152 az egyetlen magyar mozdony, melynek történelme során két nevet is viselt. 1988 júliusától 1989 szeptemberéig a „Kiskunhalas” nevet viselte, ezt a nevet egy súlyos baleset miatt vesztette el. Ekkor az egyik címer megsemmisült, a másikat leszerelték.[10] 630 152-re alakítása óta a „Kossuth Lajos” nevet viseli.

## Nevek
A mozdony nevét tudatja a szemlélővel a mozdonyszekrény oldalára helyezett tábla.
Néhány mozdony nagyjaink, elsősorban a vasútért sokat tett személyek nevét kapta:
- V63 038: Kandó Kálmán (jelenleg is viseli)
- V63 043: Baross Gábor (jelenleg is viseli)
- V63 053 (eredetileg V63 152): Kossuth Lajos (jelenleg is viseli)
- V63 054: Dr. Verebélÿ László (jelenleg is viseli)
- V63 055: Gróf Mikó Imre (jelenleg is viseli)
- V63 056: Gróf Széchenyi István (jelenleg is viseli)

Néhány mozdony pedig magyar vasutas települések nevét kapta:
- V63 013: Dombóvár (a mozdony a várossal kapcsolatos matricát visel, a címert leszerelték)
- V63 017: Celldömölk (jelenleg is viseli)
- V63 023: Püspökladány (jelenleg is viseli)
- V63 030: Szolnok (jelenleg is viseli)
- V63 034: Budapest-Ferencváros (jelenleg is viseli)
- V63 035: Cegléd (jelenleg is viseli)
- V63 036: Hatvan (jelenleg is viseli)
- V63 052: Kiskunhalas (jelenleg is viseli)

## Modellek
A V63-as mozdony modelljét a nagyszériás gyártók közül egyedül az A.C.M.E. készítette el H0 méretben. A H-MÁVTR V63 012-es pályaszámú modell 2011. decemberétől volt elérhető , míg a MÁV V63 138-as 2013 őszétől, a H-MÁVTR 630 008-as pályaszámú mozdonyt pedig 2014-től lehetett kapni a modellboltokban. Mindhárom pályaszámú modell kifutott lett, már nincs gyártásban.
Az RCH-s 630 027 2020. szeptember 15-ének a hetében érkezett meg a hazai szaküzletek polcaira, ahol egy üzletből szinte azonnal elfogyott az pár darab, amit nem jegyeztek elő a vásárlók, míg másik kettőben még előrendelésben elkelt az összes. A hazai magyar vonatkozású modellek iránt érdeklődő modellezők évek óta várták a megjelenését. Összesen 300 db-ot készített belőle a gyár. Ugyancsak 300 db-os példányszámmal érkezett meg ugyanezen a héten a M&H polcára a 630 034 (V63 034), ami szintén rekord gyorsasággal fogyott el. Ez utóbbi modellmozdony az eredetiének megfelelően a Budapest-Ferencváros nevet viseli. Természetesen a névfelirat mellett a címer is helyet kapott a géptér oldalán. Ez a mozdony a Modell & Hobby különkiadása, ami az A.C.M.E. 2020. évi katalógusában is így szerepel.
A vörös csillagos V63 037 kiadása is megtörtént 2020 októberében. 400 db-os széria készült, ennek körülbelül a fele digitális hangos változatban került kiadásra a Mediker és a DigiTools közös gondozásában.
A IV. korszakos V63 056-os pályaszámú gép modellje 2021 januárjában jelent meg.
2022-ben M & H különkiadásként (csak Magyarországon elérhető) megjelent a V63 021 V. korszakos változatban, először jelent meg ollós áramszedővel a modell.
2023-ban V63 152 V. korszakos gyári kiadás (globálisan elérhető) jelent meg, különlegessége, hogy a sárga homlokfal a szabvány RAL-hoz képest citromsárga lett - a színeltérés az eredeti mozdonyon is létezett.
2023-ban V63 005 V. korszakos gyári kiadás(globálisan elérhető) jelent meg, különlegessége, hogy ez az első UFC forgóvázas változat, ollós áramszedővel kerül kiadásra.
A kisszériás gyártók az olasz modellgyár mozdonyának átalakításával több pályaszám-variációt is készítettek. A mozdony modelljét korábban több kisszériás gyártó is elkészítette, közülük a legismertebbek H0-ban a DOM modell, és a Deák Modell, TT-ben, és N-ben pedig a Jakó modell mozdonyai.

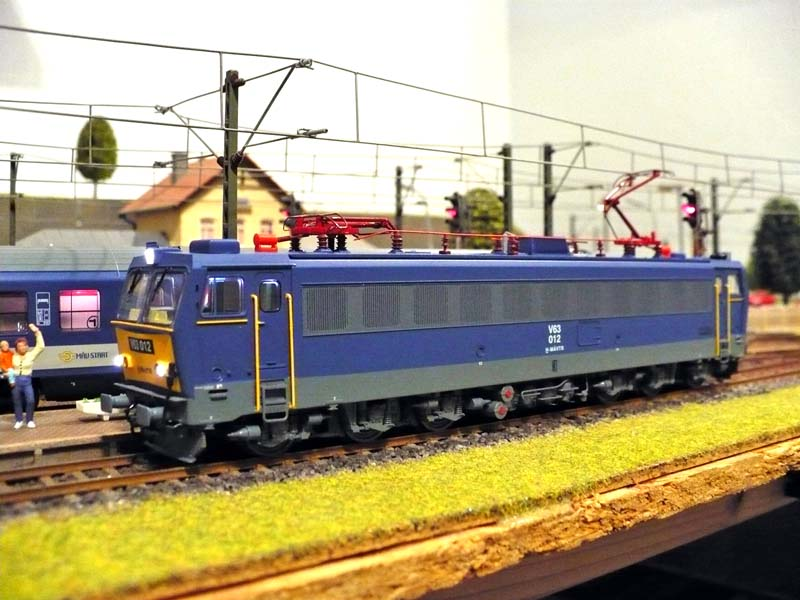
H0-s V63-as mozdony
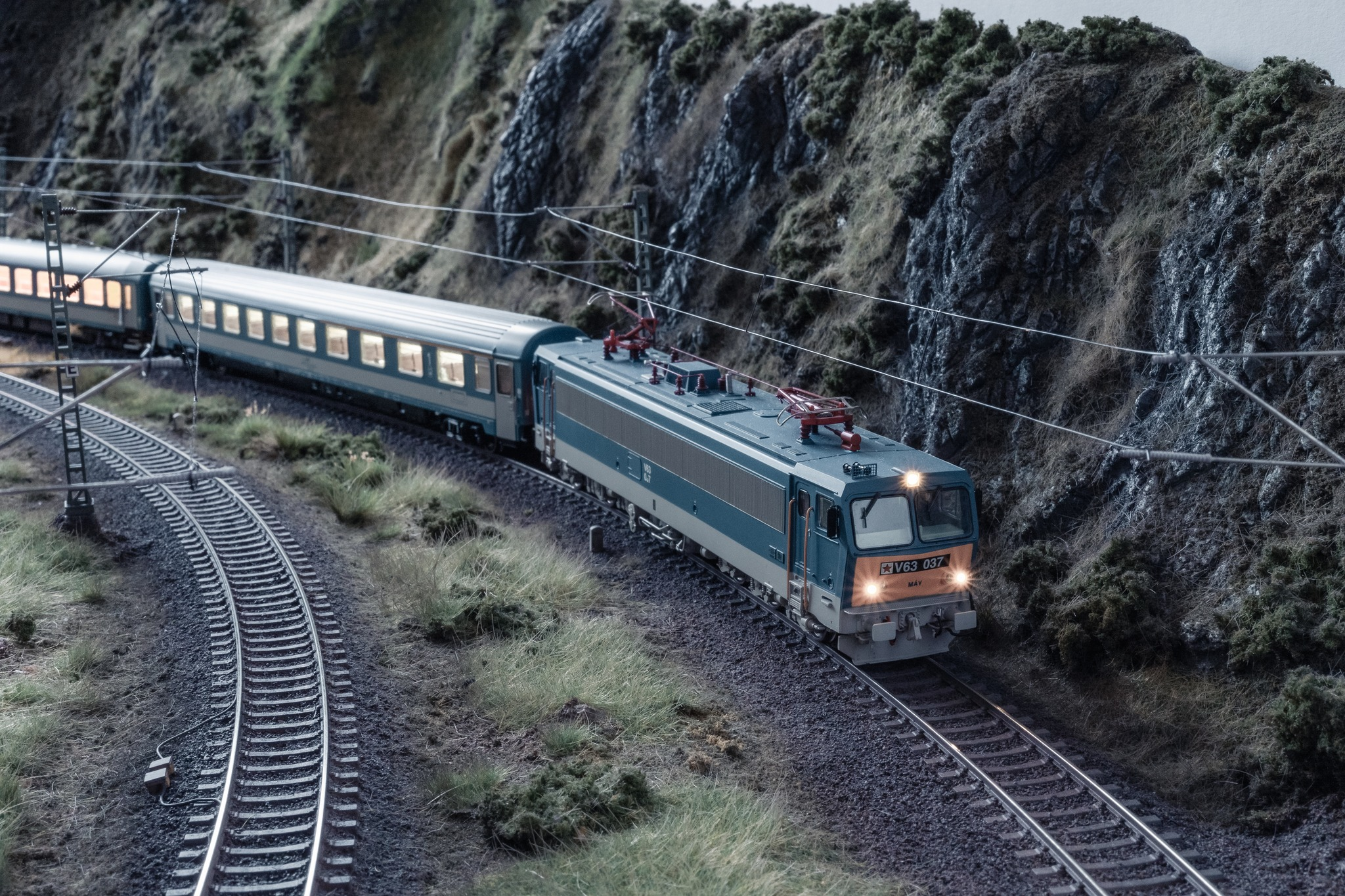
ACME V63 037 - gyártáskori állapotot (1987) modellező kiadás
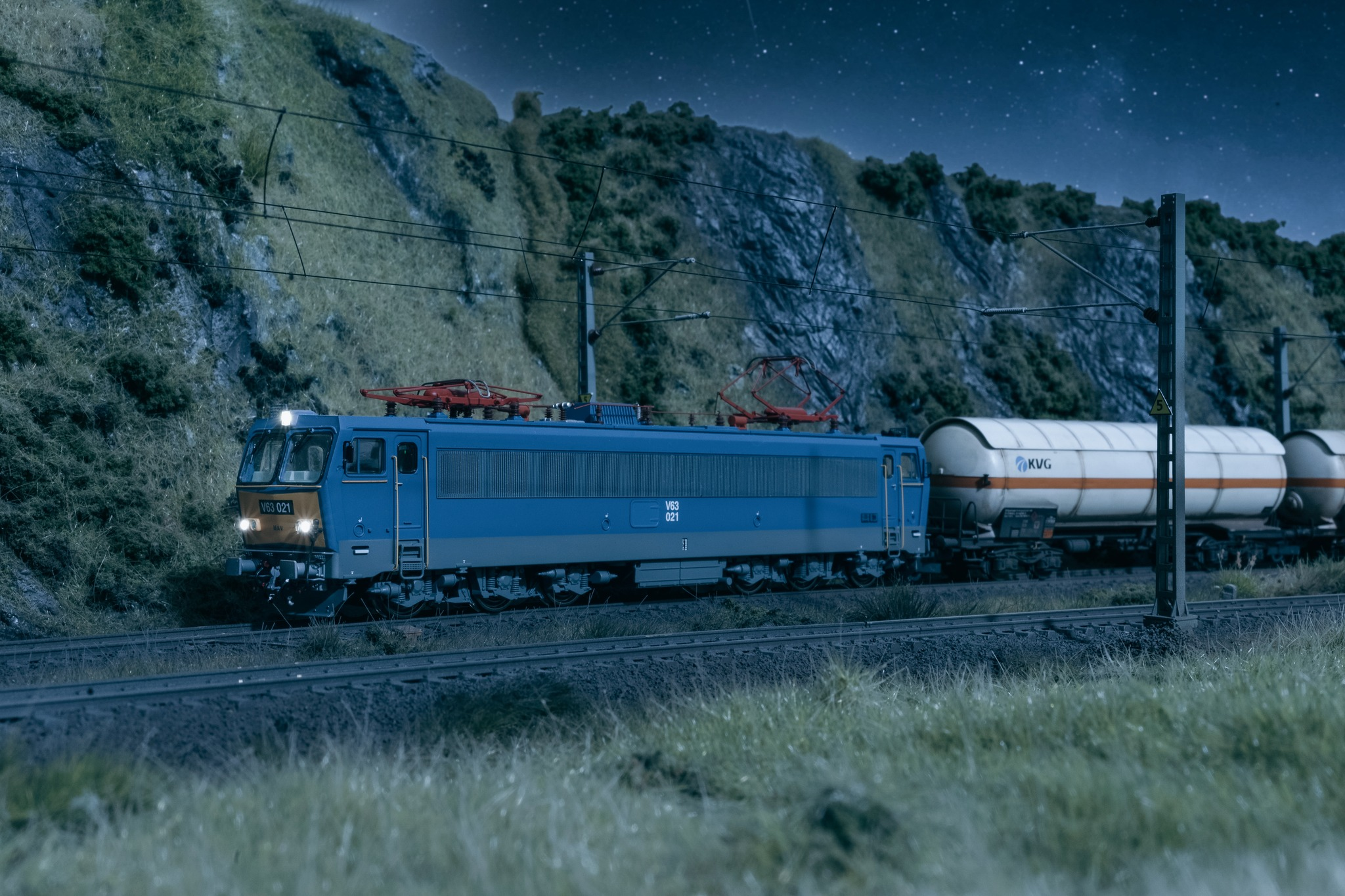
ACME V63 021 - az első kiadás ollós áramszedővel
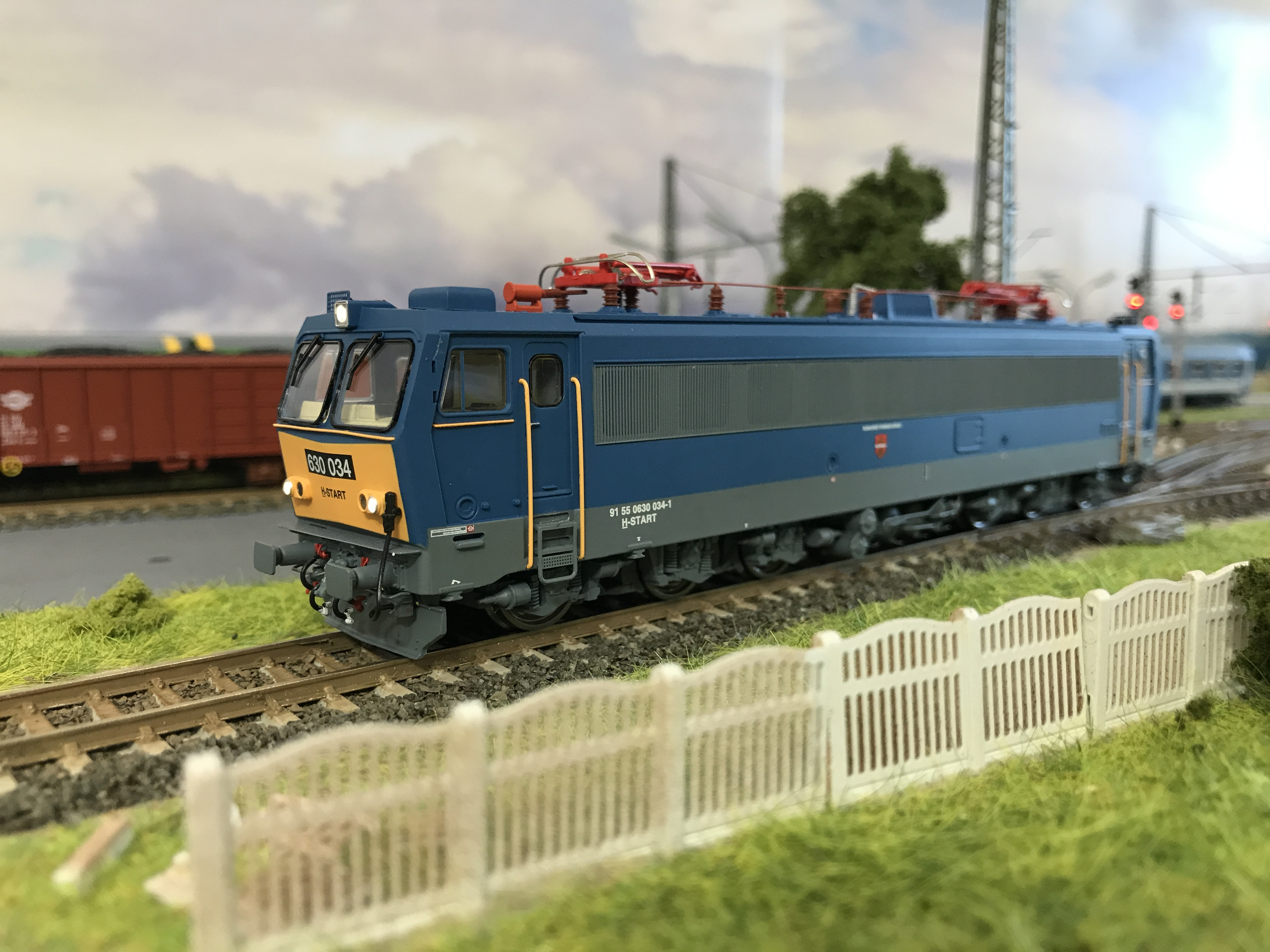
A Modell & Hobby különkiadású 630 034-es pályaszámú mozdony
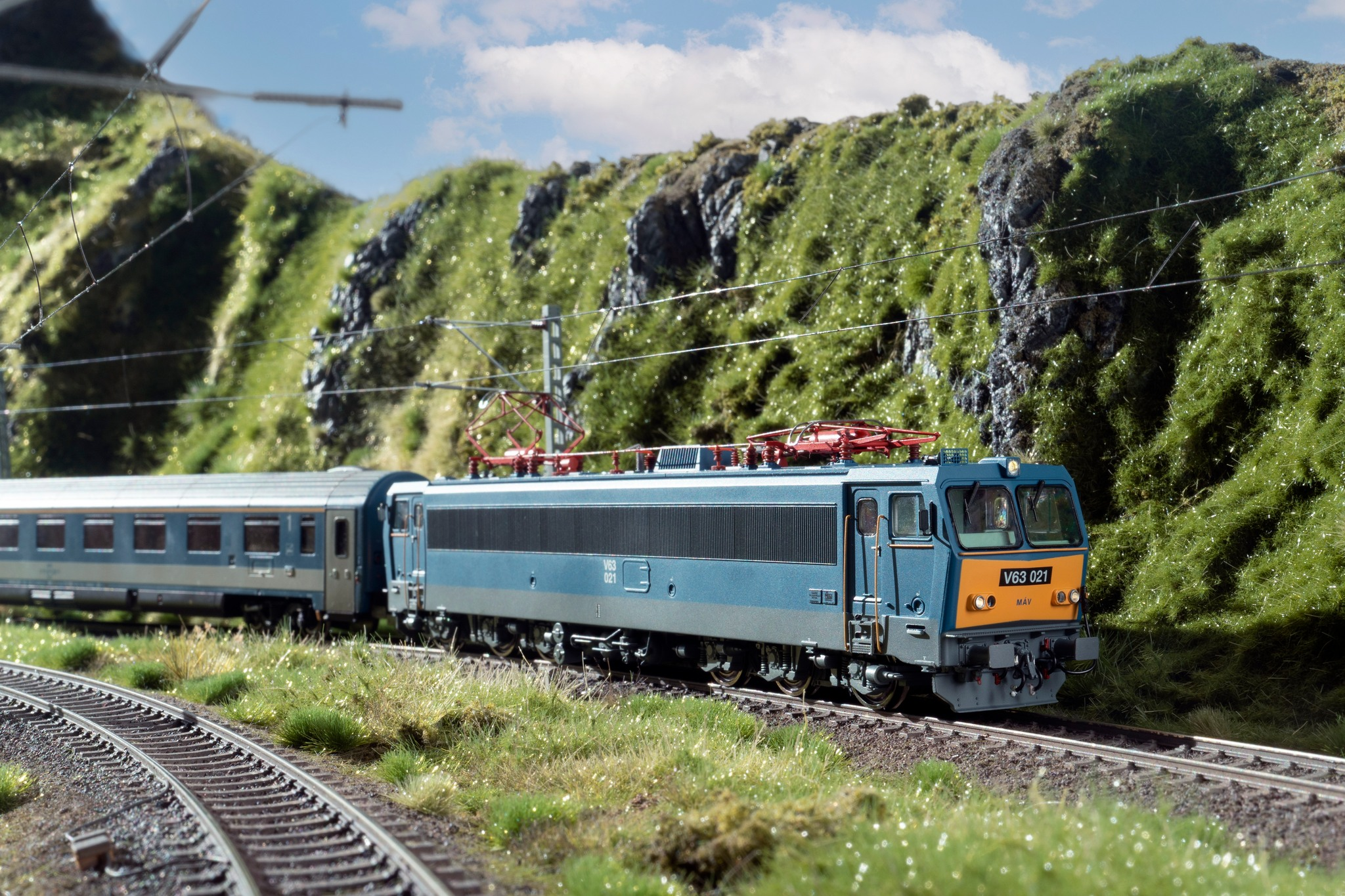
ACME V63 021 - 90-es évekbeli állapot modellje
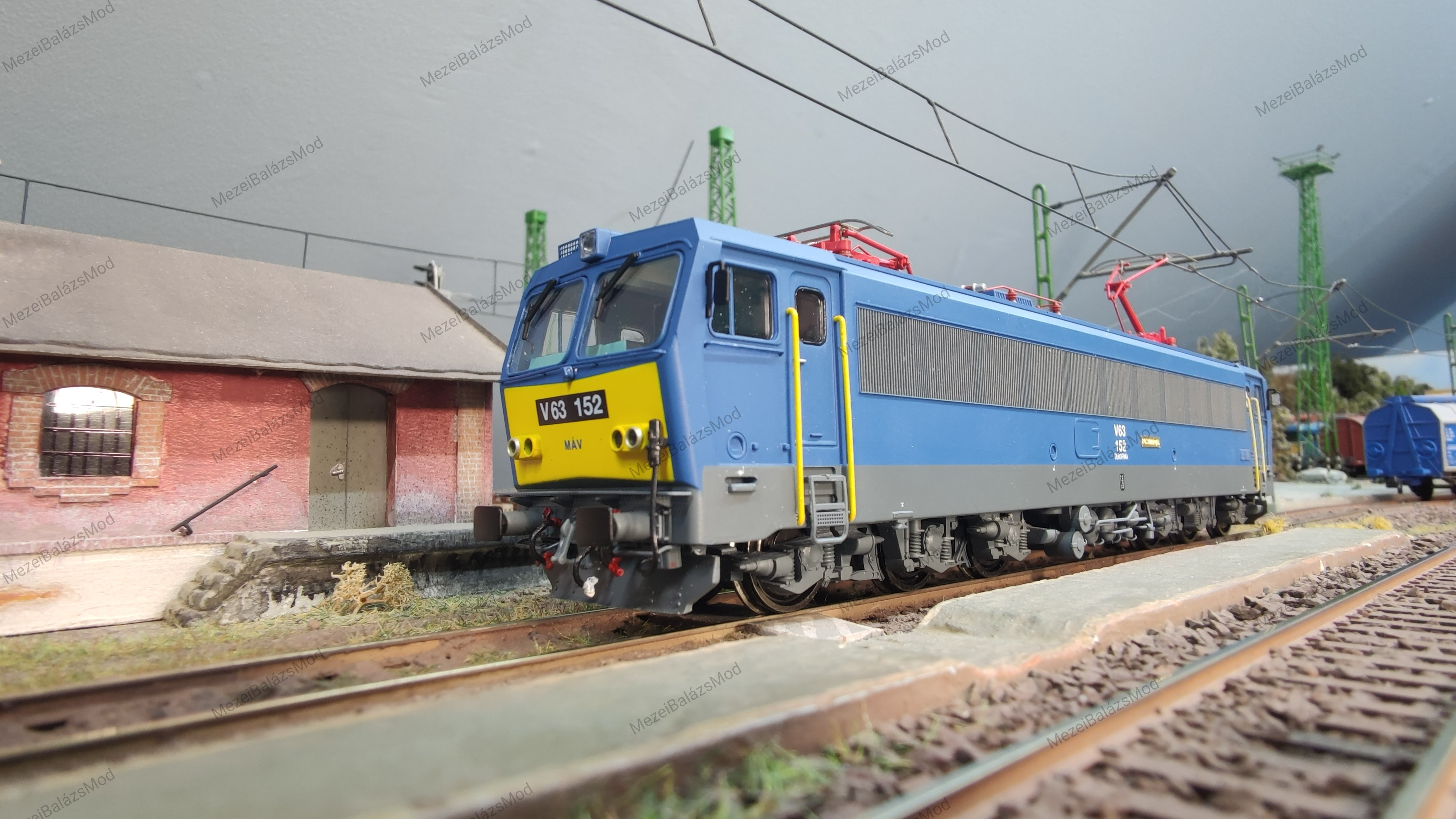
A.C.M.E. V63 152 Kossuth Lajos nevét viselő villanymozdony H0-ás modellje